# 810년대
810년대는 810년부터 819년까지를 가리킨다.